# Vilanterol
Vilanterol é um fármaco da classe dos agonistas beta-2 de longa duração (LABA na sigla em inglês). É utilizado em conjunto com o corticosteroide furoato de fluticasona em casos de DPOC (doença pulmonar obstrutiva crônica).